# IC 1733
IC 1733 је елиптична галаксија у сазвјежђу Троугао која се налази на листи објеката дубоког неба у Индекс каталогу.
Деклинација објекта је + 33° 4' 56" а ректасцензија 1h 50m 42,9s. Привидна величина (магнитуда) објекта IC 1733 износи 13,3 а фотографска магнитуда 14,3. IC 1733 је још познат и под ознакама UGC 1301, MCG 5-5-16, CGCG 503-32, 6ZW 58, PGC 6796.